# Santo Niño de Cebú
Il Santo Niño de Cebú (Santo Bambino di Cebu e Balaang Bata sa Sugbo in lingua cebuana) è una veneratissima statua del Bambino Gesù risalente al XVI secolo e conservata presso la Basilica Minore del Santo Niño nella città di Cebu, nella Filippine.
Probabilmente la più antica immagine religiosa esistente nelle Filippine, la statua fu donata come regalo di battesimo, nel 1521, dall'esploratore Ferdinando Magellano alla Regina di Cebu all'epoca della esplorazione del navigatore portoghese in quelle terre.
La statuetta risente di una grande influenza estetica di icone sacre di quell'epoca provenienti dalle Fiandre belghe – all'epoca sotto il dominio spagnolo di Carlo V d'Asburgo – e mostra grande somiglianza con l'immagine del Bambino Gesù di Praga, di cui conserva l'impostazione generale della figura e dei vestimenti.
I fedeli festeggiano l'icona sacra la terza domenica di gennaio con una grande processione che si svolge nella basilica di Cebu e in ogni località dove il Santo Niño è venerato.

## Storia
Scrive nei suoi Diari il vicentino Antonio Pigafetta, attendente di Magellano, che il giorno 14 aprile del 1521, nel corso della spedizione nel Pacifico e dopo avere avvistato le Marianne e l'isola di Samar, l'esploratore portoghese sbarcò per la seconda volta a Cebu, nelle Visayas filippine, dove una settimana prima era già stato e aveva intessuto rapporti di amicizia con il Re locale Raja Humabon e sua moglie la Regina che aveva in animo di battezzare e di assoggettare alla Corona di Spagna di Carlo V d'Asburgo. In quel giorno il Re e la Regina, insieme a ottocento loro sudditi, si riunirono quindi per essere battezzati da Padre de Valderama e prima della cerimonia il Pigafetta mostrò alla Regina una immagine della Madonna, una statuetta del Bambin Gesù e una croce. Secondo il Pigafetta alla vista di quegli oggetti sacri la Regina si commosse a tal punto da volere essere subito battezzata:
Vennero quindi battezzati re Humabon e la regina e fu loro imposto il nome cristiano di "Don Carlos" e di "Doña Juana" in onore del Re di Spagna e di sua madre Giovanna di Castiglia:
Una settimana dopo il battesimo dei Cebuani, di domenica, il Re e la Regina assistettero alla Santa Messa che era stata preparata per loro da Magellano e il portoghese, sapendo quanto la statua del Bambin Gesù fosse piaciuta alla Regina, gliela diede in dono:
Della statua che Magellano chiamò Santo Niño de Cebú, di re "Don Carlos" e della regina "Doña Juana" rimase la memoria solo nel diario di Pigafetta perché pochi giorni dopo questi eventi, il 27 aprile del 1521, Magellano restò ucciso, poco distante da Cebu, nella battaglia di Mactan, combattuta dal portoghese e dai suoi uomini contro il datu Lapu-Lapu, uno dei due governatori dell'isola di Mactan. Dopo la battaglia gli esploratori superstiti e Pigafetta lasciarono frettolosamente la zona per fare ritorno in Spagna.

## Il ritrovamento nel 1565
Furono necessari quarantaquattro anni prima che della statua del Santo Niño si riavessero notizie, per di più in modo fortunoso.
Il 27 aprile 1565 le truppe spagnole comandate da Miguel López de Legazpi attaccarono dal mare e incendiarono la cittadina di Cebu, capitale del Rajanato di Cebu, perché la popolazione locale (guidata dal Ragià Tupas, nipote di "Don Carlos") era ostile al colonizzatore e si era ribellata alla cristianizzazione dell'isola. Evidentemente il passaggio di Magellano di più di quaranta anni prima non aveva sortito gli effetti desiderati né nell'assoggettare le popolazioni di Cebu né nella cristianizzazione dei suoi abitanti.
Una volta sbarcati a terra i soldati spagnoli si aggiravano fra i ruderi della città quando il soldato Juan Camus, entrato in una casa bruciata, trovò chiusa in una scatola di legno miracolosamente scampata al fuoco una statuetta di legno del Bambino Gesù.

Resosi conto della straordinarietà della scoperta, Juan Camus mostrò agli ufficiali spagnoli Martín de Goiti ed Esteban Rodriguez il ritrovamento e questi lo mostrarono a loro volta al Generale che, secondo le cronache, rimase commosso alla vista del Bambin Gesù e interpretò la scoperta come un segno divino e come un monito alla propria coscienza: infatti Legazpi era particolarmente devoto al Sacro nome di Gesù e aveva atto voto di dedicare la prima città e il primo monastero che gli spagnoli avrebbero fondato proprio a Gesù. Prese quindi il Santo Niño fra le mani, ne baciò devotamente i piccoli piedi e innalzò una preghiera di ringraziamento e di contrizione al Signore.
La statua ritrovata dal soldato era sicuramente la stessa che Magellano aveva donato più di quaranta anni prima alla regina di Cebu in occasione del battesimo e fu quindi portata in processione verso una chiesa provvisoria e innalzata sull'altare e subito venne fondata la Confraternita del Sacro Nome di Gesù sul modello di una simile organizzazione già creata in Messico dai frati agostiniani.
Prima della definizione del trattato di Cebu che segna la data della fondazione della città spagnola a opera di de Legazpi, il 1º giugno del 1565 padre de Urdaneta consacrò la nuova chiesa appena ultimata prima di ritornare ad Acapulco, in Messico, da dove era venuto: quel giorno il Santo Niño venne portato in solenne processiona dal luogo del suo ritrovamento alla nuova chiesa dedicata al Gesù Bambino, che divenne poi la attuale Basilica Minore del Santo Niño de Cebu, tuttora esistente a Cebu e nella quale il Santo Niño è ancora visibile.

## Galleria d'immagini

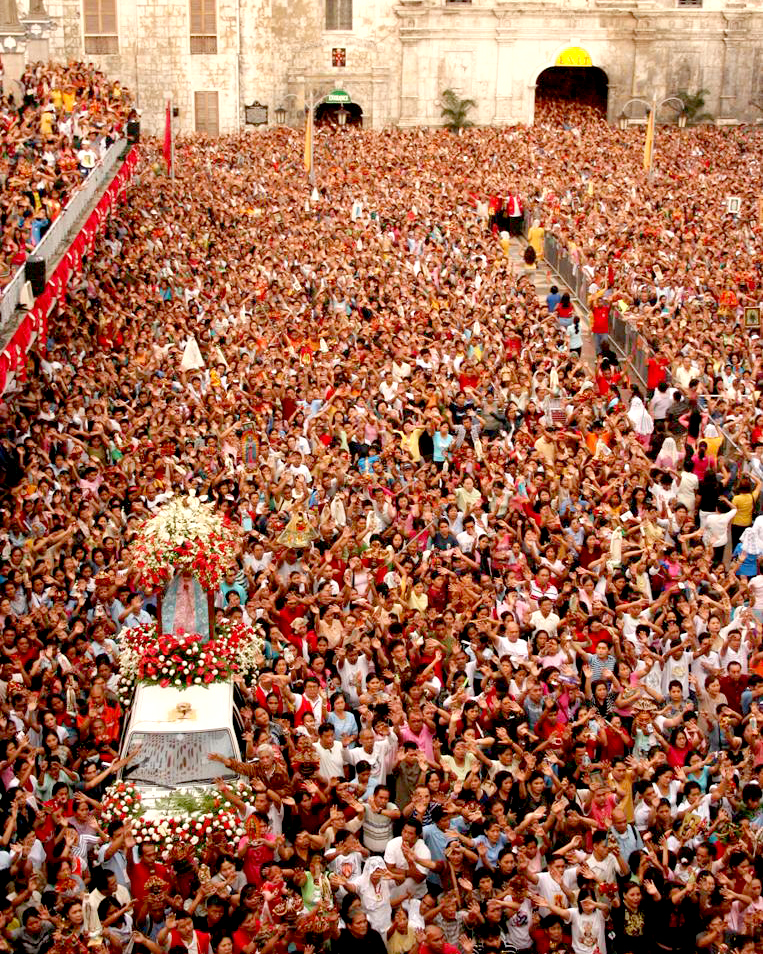
La processione a Cebu
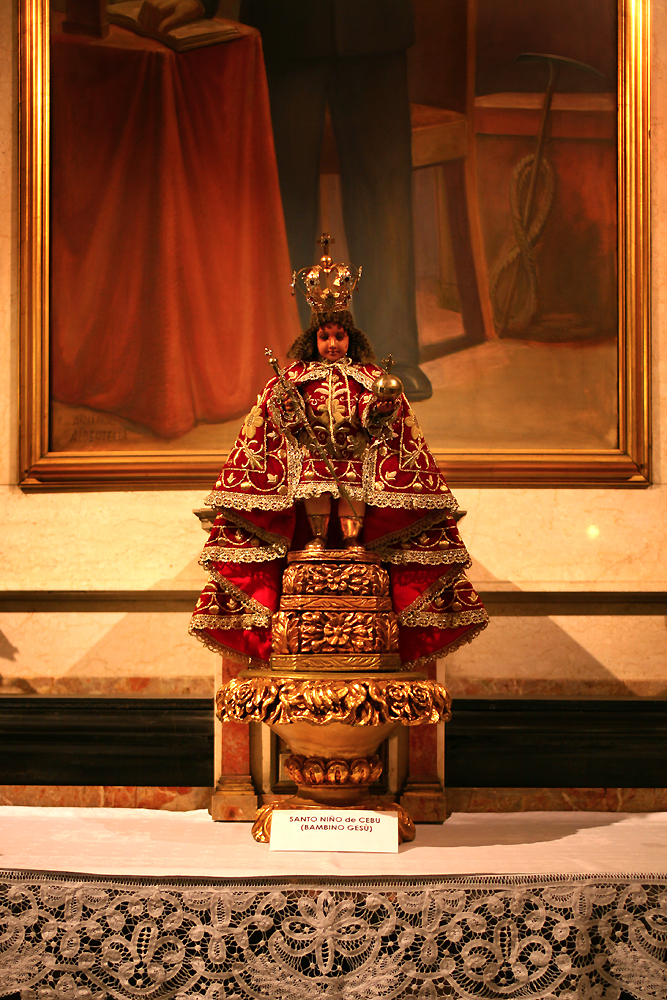
Il Santo Niño presso Santa Maria della Consolazione a Milano